# Pereirabolbus tucumanensis
Pereirabolbus tucumanensis es una especie de coleóptero de la familia Geotrupidae.

## Distribución geográfica
Habita en Argentina.